# 辛普森一家循环角色列表
辛普森一家循環角色列表是舉列出《辛普森一家》裡配角：同事、老師、家人朋友、親戚、城鎮居民、當地的名人、在虛構節目的人物，甚至動物的列表。原先依照情節僅有一次出現，但後來某些因素使他們出現次數變多，此列表出重複率較高的角色。其他列表請見辛普森一家一次性角色列表及辛普森一家特邀明星列表。
| 目錄 |
| --- |
| A－C：艾格尼絲·斯金納 \| 明 \| 艾里遜·泰勒 \| 阿納斯塔西婭 \| 阿尼·派伊 \| 阿瑟·克蘭德爾和加布博 \| 阿蒂·齊夫 \| 嬰兒杰拉德 \| 班傑明、道格和加里 \| 伯尼絲·希伯特 比爾和馬丁 \| 比利 \| 伯奇·巴洛 \| “牙齦出血”墨菲 \| 普玲基 \| 藍髮律師 \| 布巴蕾拉 \| 布蘭達·斯普克勒 \| 布魯內拉·波梅爾後司特 \| 大黃蜂人 首都古夫波爾 \| 隊長蘭斯·默多克 \| 塞西爾·特威利格 \| 查理 \| 蔡斯/火焰兵 \| 曲奇·關 \| 體罰伍長 \| 瘋狂貓夫人 \| 破碎機和低熔 |
| D－F：數據庫 \| 戴夫·沈頓 \| 迪克蘭·德斯蒙德 \| 杜威·拉哥 \| 迪斯科·斯圖 \| 醫生巨人 \| 多爾夫 \| 戴得里克·塔圖姆 \| 達夫人 \| 艾迪 \| 伊麗莎白·胡佛 \| 放射性微塵男孩 \| 佛朗西絲卡·特威利格 \| 聲響器弗蘭基 |
| G－I：吉爾·岡德森 \| 吉諾·特威利格 \| 格洛麗亞 \| 神 \| 葛麗泰·沃夫凱首 \| 岡特和恩斯特 \| 快樂小精靈 \| 海倫·洛夫喬伊 \| 赫爾曼·赫爾曼 |
| J－L：珍妮·鮑威爾 \| 賈斯珀·比爾德利 \| 傑·謝爾曼 \| 傑迪代亞·斯普林菲爾德 \| 金寶·瓊斯 \| 約翰尼·泰德利浦斯 \| 賈伯賈伯 \| 法官康斯坦斯·哈姆 \| 法官斯奈德 \| 只是戳車票的人 J·羅蘭·普賴爾博士 \| 科爾尼·基茲威奇 \| 柯克·范霍腾 \| 雷格斯和路易 \| 利奧波德 \| 路易斯 \| 林賽·內格爾 \| 玲·布維爾 \| 洛伊絲·佩妮凱蒂 \| 婁 魯南·范霍腾 \| 路易吉·瑞蔻托 \| 拉曲蕾蒂·多麗絲 \| 露琳·倫普金                                                   |
| M－O：馬文·夢露博士 \| 門朱拉·納哈薩皮馬佩蒂隆 \| 瑪莎·普林斯 \| 瑪莎·昆比 \| 馬丁·普林斯 \| 老馬丁·普林斯 \| 瑪麗·貝利 \| 瑪莉·斯普克勒 \| 莫德·弗兰德 \| 奧爾布賴特女士 斯普林菲爾德小姐 \| 蔻斯汀頓先生 \| 泰寧先生 \| 格里克女士 \| 芒茨女士 \| 納哈薩皮馬佩蒂隆八胞胎 \| 老理髮師 \| 老猶太男人 \| 歐泊 |
| P－S：補丁和可憐紫羅蘭 \| 普拉帕 \| 浦奇 \| 喀什米爾公主 \| 唐德玲格校長 \| 拉比海曼·克斯托夫奇 \| 瑞秋·喬丹 \| 放射性人 \| 雷尼爾·沃夫凱首 \| 瑞奇·德克薩恩 理查德 \| 羅德·弗蘭德 \| 小羅傑·邁耶斯 \| 路得·鮑維斯 \| 山姆和拉里 \| 桑傑·納哈薩皮馬佩蒂隆 \| 莎拉·維古姆 \| 斯科特·克里斯欽 \| 船長 \| 雪莉和特莉 雜耍家梅爾 \| 吱吱少年 \| 斯譚彼 \| 州審計長阿特金斯 \| 警司爾莫斯                                                          |
| T－Z：蒂娜芭蕾舞女演員 \| 托德·弗蘭德 \| 宇泰·索羅卡 \| 溫迪和昆西·范德比爾特 \| 鼬鼠 \| 溫德爾·博爾頓 \| 布魯斯和喬伊斯·溫菲爾德 \| 聰明的傢伙 \| 是的傢伙 |
| 參考文獻 |

- 依英文字母排序

### A－C
- 艾格尼絲·斯金納（Agnes Skinner）

配音：Tress MacNeille（美國）
西摩·斯金纳的母親，在第一季“The Crepes of Wrath”首次出現 ，她嚴厲管教西摩，對待方式像小孩子一樣。她厭惡埃德娜·克拉巴佩尔。
- 明（Akira）

配音：乔治·武井→汉克·阿扎里亚（美國）
春田镇日式餐廳快樂相撲（The Happy Sumo）的服務生，他第一次出現在第二季中的“One Fish, Two Fish, Blowfish, Blue Fish”。
- 艾里遜·泰勒（Allison Taylor）

配音：薇诺娜·瑞德→Pamela Hayden（美國）
莉萨·辛普森的班上同學，但跳一個年級，跟麗莎有很多共同點。她首次出現在“Lisa's Rival”中，麗莎被艾里遜的才幹和能力所壓迫。艾里遜是網路中《辛普森一家》愛好社群最喜歡的角色。
- 阿納斯塔西婭（Anastasia）

一隻白虎，與岡特和恩斯特在賭場。首次亮相於“$pringfield”，原先她在野外被恩斯特和岡特捉捕。再次出現在“Viva Ned Flanders”時在拉斯維加斯表演。在"The Two Mrs. Nahasapeemapetilons”中岡特和恩放生她。
- 阿尼·派伊（Arnie Pye）

配音：丹·卡斯泰拉内塔（美國）
心懷不滿、有點古怪的春田KBBL電視（頻道6）記者。被主播肯特·布羅克曼所厭惡。布羅克曼曾對他咆哮“傻瓜”，對此，阿尼則回應，他認為肯特體內的靈魂“黑心的像黑桃A”。
- 阿瑟·克蘭德爾和加布博（Arthur Crandall and Gabbo）

配音：汉克·阿扎里亚（美國）
是一隻布偶和腹語師，小丑庫斯提的競爭對手。在第四季的“Krusty Gets Kancelled”首次出現，也出現在“Bart to the Future”，“Homerazzi”，“All About Lisa”和辛普森家庭電影版。
- 阿蒂·齊夫（Artie Ziff）

配音：Jon Lovitz→丹·卡斯泰拉内塔（美國）
玛琦的老同學暨網路企業家，並迷戀玛琦。
第一次出現在“The Way We Was”中，他帶一個年輕的玛琦·布維爾去高級舞會。當阿蒂正偷她的汽車，玛琦逃離，荷馬帶她回家。在成年時期，阿蒂重覆保證金為他選擇了荷馬。
在“Half-Decent Proposal”中，玛琦想學阿蒂變得富有，她接受100萬美元的報價在他的豪宅花一個週末。荷馬假定兩者有外遇，但阿蒂承認他無法贏得她。阿蒂保持別人不喜歡他的樣子，因為他們支持反猶太，而開始承認他的自私受到譴責。
在“The Ziff Who Came to Dinner”中，辛普森發現阿蒂隱藏在他們的閣樓後，他大花一筆錢，在他的公司鬧會計醜聞。阿蒂設法讓荷馬背黑鍋，但他向當局承認他的罪行，玛琦斥責他的人品很差，她表示他的自私才是沒有人喜歡他的真正原因。在此之後，阿蒂正在安慰塞爾瑪，一起度過夜。
在“Treehouse of Horror XXIII”中，巴特時空旅行到1974年，遇到還是高中學生的玛琦。他警告她不要嫁給荷馬後，當巴特回到2012年，發現她嫁給阿蒂。玛琦離開阿蒂之後立即愛上來自不同時空的荷馬，認為當初嫁錯了人。
- 嬰兒杰拉德（Baby Gerald）

杰拉德·薩姆森（Gerald Samson），被稱為“一字眉嬰兒”，玛吉·辛普森的死敵。 他的第一次亮相在"Sweet Seymour Skinner's Baadasssss Song"，莉萨指嬰兒杰拉德為玛吉的對手。於每集片頭中，兩個孩子互瞪著對方。名字在情節“The Canine Mutiny”可知。在“The Blue And The Gray and Papa Don't Leech”，玛吉和杰拉德之間的可能戀愛。
- 班傑明、道格和加里（Benjamin, Doug and Gary）

配音：哈里·希勒、汉克·阿扎里亚、丹·卡斯泰拉内塔（美國）
曾經是荷馬的宿舍室友，係春田大學的怪胎。加里在他的皮帶裡攜帶計算器，並服用耳藥；道格體重超重，上衣帶有口袋；班傑明配戴角質架眼鏡。
- 伯尼絲·希伯特（Bernice Hibbert）

配音：Tress MacNeille（美國）
朱利叶斯·希伯特的妻子。家有兩個男孩和一個女孩。不過婚姻處於破碎邊緣，她喝酒幾次開玩笑，她暈倒時，她看到禁酒令而到春田镇，並參加春田镇匿名戒酒會。
- 比爾和馬丁（Bill and Marty）

配音：哈里·希勒、丹·卡斯泰拉内塔（美國）
KBBL兩個電台節目主持人和DJ。比爾是中年人，禿頭；而馬蒂是年輕人，有滿頭秀髮。
- 比利（Billy）

配音：Phil Hartman→Tress MacNeille（美國）
特洛伊·麥克盧爾的助手，也出現在特洛伊·麥克盧爾教育片中，出現影集在“Lisa the Simpson”、“Bart the Mother”和“Lisa the Vegetarian”。
- 伯奇·巴洛（Birch Barlow）

配音：哈里·希勒→Maurice LaMarche（美國）
伯奇貝德"伯奇" T.巴洛，出現在“Sideshow Bob Roberts”和“You Kent Always Say What You Want”。他是KBBL脫口秀主持人。他還有主持福克斯新聞節目，並擔任保守派。
在他的廣播節目，他宣稱自己是“政府的第四部門”和“第五十一州”。
- “牙齦出血”墨菲（"Bleeding Gums" Murphy）

配音：Ron Taylor和Daryl L. Coley（美國）（薩克斯風演奏）
是爵士音樂家，莉萨·辛普森的偶像和導師。
- 普玲基（Blinky）

有三隻眼睛的橙色魚，在“Two Cars in Every Garage and Three Eyes on Every Fish”。從春田镇核電站把有毒廢水倒入河裡，可能是發生突變的原因。
- 藍髮律師（Blue Haired Lawyer）

配音：丹·卡斯泰拉内塔（美國）
伯恩斯先生的律師（Mr. Burns' Lawyer）是春田镇最突出強大的律師。他的第一次出現在第二季"Bart Gets Hit by a Car"。他以藍色頭髮而著名，操紐約口音。不同於萊昂內爾·胡茨或吉爾·岡德森，他是不一定道德但很能幹的律師。他曾擔任伯恩斯先生首席辯護律師，協助他面臨春田镇核電站或將倒閉的情況。係共和黨員。
- 布巴蕾拉（Boobarella）

一個體態豐滿，帶有羅馬尼亞口音的電視主持人。
- 布蘭達·斯普克勒（Brandine Spuckler）

配音：Tress MacNeille（美國）
克萊圖斯·斯普克勒的妻子。布蘭達和克莱图斯皆是鄉下人，已經證實其手足關係，男朋友和女朋友，的母親和兒子，和父親和女兒。顯然是克萊圖斯和外國人的女兒。患有狂犬病，並表示自己是文盲。布蘭達在伊拉克戰爭中戰鬥後，她回來說克萊圖斯是其中兩個孩子的父親，讓人懷疑其他孩子的身份。布蘭達有45個已經命名的兒童。布蘭達和克萊圖斯由當一日牧師的荷馬協助讓他們結婚。在2008年4月27日，更多有關克萊圖斯和布蘭達的事情在“Apocalypse Cow”中，布蘭達曾在13歲以前與克萊圖斯結婚，而在這之前已結過四次婚。布蘭達最鮮明的特點是濃重的口音與馬尾紅髮。
- 布魯內拉·波梅爾後司特（Brunella Pommelhorst）

配音：Maggie Roswell→Tress MacNeille（美國）
春田镇小學體育老師。她第一次出現在“Moaning Lisa，雖然她的名字沒有被提及，直到“The PTA Disbands”一集才被提起。她有一頭金髮，且經常佩戴口哨，並採取了斯巴達的教學方法。在“Little Girl in the Big Ten”，她教不會失敗的莉萨，決定採取單獨授課。在“My Fair Laddy”，她需要請假進行變性手術，當新開店的老師“鞍馬地壘先生”。
- 大黃蜂人（Bumblebee Man）

配音：丹·卡斯泰拉内塔→汉克·阿扎里亚（美國）
是墨西哥Channel Ocho西班牙語電視情景喜劇的明星，在他穿著大黃蜂服裝並執行喜劇。
2003年汉克·阿扎里亚以大黃蜂人及其他角色獲得艾美獎最佳配音獎。
- 首都古夫波爾（Capital City Goofball）

配音：Tom Poston（美國）
首都的吉祥物。
- 隊長蘭斯·默多克（Captain Lance Murdock）

配音：丹·卡斯泰拉内塔（美國）
是專業的特技魔鬼，在新初期季數出現。他的特技往往導致災難。
- 塞西爾·特威利格（Cecil Terwilliger）

配音：David Hyde Pierce（美國）
塞西爾·昂德達克·特威利格是羅伯特·昂德當克·特威利格（雜耍家鮑伯）的弟弟。他的首次亮相是在第八季“Brother from Another Series”。
- 查理（Charlie）

配音：丹·卡斯泰拉内塔（美國）
在春田核電站工作的“危險輻射監督員”。他不久被明迪·西蒙斯取代，但後者後來被解僱。他的第一次出場在“"Life on the Fast Lane”。他不久失去工作，由於一名不願透露姓名的職業傷害，他收集了工人的賠償，但是之後的集數讓他回去工作。他有一個妻子和兩個孩子及一個姐妹。在“The Trouble with Trillions”，查理告訴荷馬（誰是臥底），他計劃侵占美國政府，很快被聯邦調查局特工逮捕。
- 蔡斯/火焰兵（Chase/Pyro）

配音：汉克·阿扎里亚（美國）
是美國角鬥士。他第一次出現在“A Milhouse Divided”，當魯南與柯克離婚之後，他與約會。當她欺騙他，他與最好的朋友陀螺的關係結束。
- 曲奇·關（Cookie Kwan）

配音：Tress MacNeille（美國）
亞裔美國人的房地產經紀人，第一次出現在第九季“Realty Bites”。她是具競爭力的女人。她吹捧自己為“西城第一名”。她威脅過吉爾·岡德森。她曾勾引過内德·弗兰德，有一個與昆比市長的私生子，並調情荷馬。她有朋友林賽·內格爾。共和黨人。
- 體罰伍長（Corporal Punishment）

是小丑庫斯提秀劇組成員。是一個大男人總是出現在軍隊。
- 瘋狂貓夫人（Crazy Cat Lady）

配音：Tress MacNeille（美國）
埃莉諾·阿伯內西（Eleanor Abernathy）
精神病病患女人。她第一次出現在“Girly Edition”。阿伯內西總是圍著大量的貓，並在每一次出場，她胡言亂語並向路人拋貓。她給莉萨一隻貓雪球五世，長相酷似原來的雪球二世。
- 破碎機和低熔（Crusher and Lowblow）

破碎機和低熔係皆在蒙哥马利·伯恩斯的就業會被錄取的一對心腹，破碎機又名喬伊（Joey）。這兩人當中，荷馬稱破碎機為喬伊。他們的第一次亮相在“Last Exit to Springfield”一起，他們兩個人綁架荷馬，帶他到伯恩斯莊園。他們介紹自己是“聘用打手”（荷馬不明白）。

### D－F
- 數據庫（Database）

配音：南希·卡特赖特→Tress MacNeille→Pamela Hayden（美國）
凱爾·貝斯（Kyle Base，在Yellow Subterfuge）是一個春田镇小學書呆子生。他通常會出現在他的同胞馬丁·普林斯身邊。數據庫是纳尔逊·芒茨，多爾夫，金寶和科爾尼的共同霸凌對象。馬特·格朗寧曾說數據庫是他最不喜歡的角色。
- 戴夫·沈頓（Dave Shutton）

配音：哈里·希勒（美國）
是春田市購物者報紙的記者。他的一個朋友作家約翰斯·斯沃茨維德叫他沈頓。他的第一次出現是在第二季“Two Cars in Every Garage and Three Eyes on Every Fish”。從那集起他變得不那麼重要，到客串出場，甚至人海中的路人甲。按照“Who Shot Mr. Burns? Part 2”的說法，肯特·布羅克曼不喜歡戴夫·沈頓認為他是外行人。
- 迪克蘭·德斯蒙德（Declan Desmond）

配音：埃里克·艾德爾（美國）
為曾執導多部電影，性格異常和持懷疑態度的英國紀錄片導演。
- 杜威·拉哥（Dewey Largo）

配音：哈里·希勒（美國）
音樂老師，他總是出現在片頭曲中，教莉萨的班級，她用薩克斯風演奏放克或爵士風格的曲子時，會叫她從教室出去。他是約翰·菲利普·蘇薩音樂愛好者。
前幾季之後，拉哥先生很少出現。不過他在第17季復出，使得在幾集之後出現。自第17季“See Homer Run”重複出現一個禁言，暗示拉哥是同性戀。第22季“Flaming Moe”證實拉哥是與一個老男人的同性戀。在“Eeny Teeny Maya Moe”，尼克醫生誤使拉哥更矮，而不是莫·希斯拉克。原本正要做莫的變性手術，他就哭說：“我看起來一點不像朱莉·紐瑪！”。
- 迪斯科·斯圖（Disco Stu）

配音：汉克·阿扎里亚（美國）
斯圖亞特·迪斯科瑞克（Stuart Discothèque）是仍活在迪斯科時代的人。他通常穿著水鑽鑲嵌的休閒西裝。
- 醫生巨人（Doctor Colossus）

配音：汉克·阿扎里亚（美國）
是一個居住在春田市超大和瘋狂的科學家。身上淡藍色皮膚和穿著实验服，配有手套和護目鏡。醫生巨人是一個小角色，通常只出現在背景中。他住在“死亡之山”。醫生巨人往往在監獄中，暗示他非常無能。第一次出現在“Lisa vs. Malibu Stacy”，其中指出，他曾與馬里布·斯泰西娃娃的原創斯泰西·洛弗爾結婚。在辛普森漫畫中是弗林克教授的剋星。
- 多爾夫（Dolph）

配音：Tress MacNeille（Pamela Hayden）（美國）
多爾夫·海米（Dolph Hymie）是春田市小學惡霸。多爾夫是由他不對稱髮型蓋掉一隻眼睛，他穿著短褲和籃球鞋。九年級，17歲，左撇子。他平時非常聰明，會講各種語言，包括世界語，斯瓦西裡語，和克林貢語。原來多爾夫是猶太教並參加希伯來學校，在“White Christmas Blues”，享受美國猶太人聖誕節的傳統（吃中國菜）與小丑庫斯提，拉比赫歇爾，庫斯提的代理人，和泰寧先生一起。儘管看起來像高加索人，在“Little Big Girl”，暗示非洲或南美血統的事實。他騙了他朋友沒有成年禮，後來聲稱它已經“只是家庭”讓科爾尼懷疑，暗示他並沒有原由不明想要欺負他的朋友。他還提到，他有兩個父親。在“The Fool Monty”，多爾夫自尊受打擊，他假裝一臉茫然，失憶，痛苦伯恩斯先生是“在青年中心信他的傢伙。”多爾夫沒人時與自己對話，點頭反應遲鈍時伯恩斯當頭一棒打他，立即眼淚奪眶。多爾夫是馬特·格朗寧的林肯高中同學叫多爾夫·蒂默曼來命名。格勒寧指出，蒂默曼不是惡霸而只是一個很酷的傢伙。
- 戴得里克·塔圖姆（Drederick Tatum）

配音：汉克·阿扎里亚（美國）
一個職業拳擊手和衛冕世界重量級冠軍。他在“The Homer They Fall”，當中荷馬佔拳擊，並一字排開作為對手塔圖姆，很快就被從監獄釋放。將被塔圖姆淘汰時，荷馬被莫救出。塔圖姆從小在春田市，但在“Flaming Moe's”他稱之為城市“傾卸”，並說：“若你看過我回到那邊，你可知我真的搞壞了！”。
- 達夫人（Duffman）

配音：汉克·阿扎里亚（唱：黃釉）（美國）
亞瑟·達夫（Arthur Duff），他是量產達夫啤酒的虛構達夫公司吉祥物，源自百威吉祥物安海斯-布希。達夫人是一個肌肉發達的男演員，身著超級英雄裝，邊說著廣告詞，邊翹臀部。
- 艾迪（Eddie）

配音：哈里·希勒（美國）
是春田市警察。首次出現在第一季"There's No Disgrace Like Home"。像婁一樣沒有姓氏。比维古姆警官聰穎，但沒跟婁一樣。在"Bart vs. Thanksgiving"，艾迪和婁的配音是互換的。
- 伊麗莎白·胡佛（Elizabeth Hoover）

配音：Maggie Roswell、Marcia Mitzman Gaven（美國）
一個春田市小學二年級的老師，經常可看到吸菸甚至一邊教學，有一次甚至在會議大廳一個“禁止吸煙”的標誌，她不顧一切的試戒菸，包括背誦“冷靜的藍色海洋，平靜的藍色海洋”。
- 放射性微塵男孩（Fallout Boy）

第一次出現在一本漫畫書約定出示一張20世紀50年代放射性人系列電影“Three Men and a Comic Book”。然而，他只有一些出場。雖然放射性人是由很多超級英雄戲仿，最明顯的有蝙蝠俠和超人的元素（和漫畫結合了類似綠巨人的由來），其中包括放射性微塵男孩主要是羅賓的戲仿（和他的年輕時老搭檔放射性人）與蜘蛛俠的元素（例如他虛構的漫畫書的由來）。他口頭禪是“吉米尼查里克斯！”
- 佛朗西絲卡·特威利格（Francesca Terwilliger）

配音：Maria Grazia Cucinotta（美國）
雜耍家鮑伯的妻子。第一次出現在第17季“The Italian Bob”，當雜耍家鮑伯移民到意大利擺脫巴特的一個新開始。他當上一個小托斯卡納鄉村的市長和佛朗西絲卡結婚，他有一個兒子叫吉諾，雖然鮑伯從來沒有告訴過她，或者實際上過去任何人對他的殺氣。然而，當辛普森拜訪意大利，莉萨在盛宴喝醉，告訴他要做掉整座小鎮的事實。辛普森趕出他的村莊，鮑伯對他們發誓，他要跟佛朗西絲卡謀殺，佛朗西絲卡說他們悔辱整個家庭，並幫助她的丈夫殺他們在羅馬競技場。她第二次出現在第19季“Funeral for a Fiend”，雜耍家鮑伯假裝他自己死亡，計畫一個陰謀要謀殺巴特。
- 聲響器弗蘭基（Frankie the Squealer）

配音：丹·卡斯泰拉内塔（美國）
弗蘭克·沙比鄂茲（Frank Savioz），和黑手黨成員肥胖托尼聯營公司。不過，他似乎並沒有在犯罪行動上非常有用的，由於他無法控制的吼叫的習慣，甚至在自己身上吼叫一次。數次暴徒試殺他，他吼叫，雖然他們曾多次不成功。弗蘭克第一次出現在“Insane Clown Poppy”，介紹他吼叫習慣。

### G－I
- 吉爾·岡德森（Gil Gunderson）

配音：丹·卡斯泰拉内塔（美國）
又名“歐爾·吉爾”（Ol' Gil），第一次出現在第九季“Realty Bites”當一個萊昂內爾·胡茨的紅色西裝外套地產的房地產仲介。
- 吉諾·特威利格（Gino Terwilliger）

配音：Tress MacNeille（美國）
雜耍家鮑伯和他的妻子弗朗西絲的學步的兒子。
- 格洛麗亞（Gloria）

配音：茱莉亚·路易斯-德瑞弗斯（美國）
格洛麗亞·迪克森（Gloria Dickson），斯內克的女朋友。她是一個女傭。她第一次出現在“A Hunka Hunka Burns in Love”與伯恩斯先生約會。她最終離開他回到她的前男友斯內克。在“I Don't Wanna Know Why the Caged Bird Sings”格洛麗亞參觀斯內克的監獄。她再次出現在“Sex, Pies and Idiot Scrapes”，當時她懷孕了。然而在“Homer and Lisa Exchange Cross Words”，他們已經分手了。然後，在“Wedding For Disaster”，他們重新在一起，並結婚。
- 神（God）

配音：哈里·希勒（美國）
多次出場，包括“Homer the Heretic”，“Thank God, It's Doomsday”，和佛祖與哈兰德·桑德斯在“Pray Anything”一起的場景，以及跨鎮出現的甩尾中在片頭（在HD集），祂與魔鬼戰鬥。祂形象在亞伯拉罕神的傳統描述：一位白髮蒼蒼的男子穿一白色袍子，沉穩聲音。多集裡他的鬍子被看作祂的相機，只有電影才會到肩上。通常會由光圍著，他的長袍浮在他周圍，但並非總是如此。他似乎並沒有成為全知。另外一點是祂原諒和容忍荷馬的失誤，儘管祂後來經常異端態度。仍然不傷和氣，甚至交好，如果荷馬變得太令人厭惡，祂會毫不猶豫地嚴懲。獨特的是，祂和耶穌是僅有兩個人物有五個手指和五個腳趾，但並非總是如此。據辛普森指揮阿爾·讓，“辛普森一家裡上帝不僅是非常現實的少數人物，還有祂是一種記仇的舊約上帝。”
- 葛麗泰·沃夫凱首（Greta Wolfcastle）

配音：麗絲·韋花絲潘（美國）
動作片影星雷尼爾·沃夫凱首的女兒。她出現在“The Bart Wants What It Wants” ，米尔豪斯開始對她好感，但巴特代替他約會。巴特後決定，他變得太貧困，兩人分手後，米尔豪斯與葛麗泰回加拿大和並展開冰壺比賽爭奪戰。
- 岡特和恩斯特（Gunter and Ernst）

配音：哈里·希勒與汉克·阿扎里亚（美國）
岡特·施密特（Gunter Schmidt）和恩斯特·漢默斯坦（Ernst Hammerstein）是具有拉斯維加斯風格的藝人，他們說著德國腔調，他們有魔法和白老虎表演，一個留黑頭髮，而另一個留白金頭髮。二人出現在劇集“Viva Ned Flanders”，“$pringfield”，“The Two Mrs. Nahasapeemapetilons”和“Jazzy and the Pussycats”。在“Jazzy and the Pussycats”，他們看到安貝·辛普森的葬禮。在“The Simpsons Game”據透露，他們在水族館表演。
- 快樂小精靈（The Happy Little Elves）

戲仿藍精靈，出現在早期“Some Enchanted Evening”一集中的錄影帶。莉萨和玛吉·辛普森的喜愛。但巴特不喜歡，他說這些是“愚蠢精靈”，“蹩腳小精靈”，或“綠綠的小白痴”。
- 海倫·洛夫喬伊（Helen Lovejoy）

配音：Maggie Roswell→Marcia Mitzman Gaven（美國）
本姓施瓦茨（Schwartzbaums），是洛夫喬伊牧師的妻子，潔西卡·洛夫喬伊的媽媽。她介紹自己在“Life on the Fast Lane”作為部長的八卦嬸。她的口頭禪是“多想想孩子！”，總是當壞事發生在人群說。在“Wedding for Disaster”，有人告訴洛夫喬伊牧師，他的牧師執照過期，暗示海倫·洛夫喬伊實際上是一個由男變女性的變性人，曾經名做哈羅德·施瓦茨（如果是真的，海倫不能生出女兒）。“E Pluribus Wiggum”中，海倫是共和黨人（她像是在小山頂上的一座可怕的城堡中參加春田市共和黨會議）。在“Treehouse of Horror XX”的故事“Don't Have a Cow, Mankind”，玛琦認洛夫喬伊女士為莉萨的乾媽。
- 赫爾曼·赫爾曼（Herman Hermann）

配音：哈里·希勒（美國）
赫爾曼軍事古董店店主。巴特問他問題，他隱約說在車禍時失去一支手臂，沒有明確回答巴特的問題，他警告巴特把他的手臂伸出校車窗口。在“To Cur with Love”，像是失去手臂之前，他被載動物的貨車擦撞。他寫了一本自傳。在“Bart the General”中赫爾曼是助巴特以水球戰打擊尼爾森獲勝一臂之力，這是他首次出現兩個戰士之間的和平條約的談判。
他是亞伯拉罕·辛普森的朋友，賣掉過非斯，聲稱這是以前拿破崙的，赫爾曼則標榜阿部的舊帽子是“麥金利所擊中”。他還試從辛普森的車庫賣冒牌牛仔褲，但被玛琦·辛普森阻止。他曾扣押維古姆警官和斯內克，卻被意外漏掉米尔豪斯，用中世紀狼牙棒拯救他們。他總是當一個危險角色，穿軍裝並緩慢地沙啞聲音說話（經常看到他嘴裡香煙）。在後來每集片頭曲的廣告牌上寫著，“赫爾曼的軍事古董（和槍）”，留下私下加載的獵槍，還有其他槍支。

### J－L
- 珍妮·鮑威爾（Janey Powell）

配音：Pamela Hayden（美國）
是莉萨·辛普森的同學和朋友。珍妮第一次出現在“Moaning Lisa”，是莉萨最親近的朋友。她多次在莉萨家過夜與莉萨看卡通。
另外辛普森出品的翁仔標形容她是莉萨的酒肉朋友。雖然她有時看到跟莉萨，但其他時候她取笑莉萨與其他孩子。她不是跟莉萨一樣聰明或書呆子，珍妮可能對莉萨暗戀的米尔豪斯·范霍腾暗戀。她喜歡閱讀保姆相關書籍和討厭冰淇淋。
- 賈斯珀·比爾德利（Jasper Beardly）

配音：哈里·希勒（美國）
是春田市的老年居民，亞伯拉罕·辛普森最好的朋友。他特點是他低沉沙啞的聲音，非常長的鬍子。在“Homer's Odyssey”首次亮相。他是第二次世界大戰的老兵，但（根據“Marge and Homer Turn a Couple Play”），他試把自己打扮成一個女人。他住在春田市與當地女子棒球聯賽踢球，與他的朋友阿部也避免戰爭，但在比賽中被暴露出來。賈斯帕以前是牧師，後任是洛夫喬伊牧師。
- 傑·謝爾曼（Jay Sherman）

配音：Jon Lovitz（美國）
是動畫《評論家》的主角評論家。“A Star is Burns"中，他在電影節期間來到春田市成為一名法官。在“Hurricane Neddy”，他是卡爾姆塢精神病院的病人。他顯然也成了莫小酒館常客。
- 傑迪代亞·斯普林菲爾德（Jebediah Springfield）

配音：哈里·希勒（美國）
傑迪代亞·俄巴底·撒迦利亞·傑迪代亞·斯普林菲爾德（又名漢斯·斯霸林菲爾德，Hans Sprungfeld），是春田市的創始人。傑迪代亞·斯普林菲爾德和他的夥伴謝爾比維爾·曼哈頓率領隊伍離開馬里蘭州尋找“新所多瑪”，因為聖經的誤解，但他們分持政治：雖然男女雙方都致力於貞潔和禁慾，曼哈頓想可以自由和表親結婚，斯普林菲爾德強烈反對。就在那時，曼哈頓發現謝爾比維爾，就在此地定居了。
- 金寶·瓊斯（Jimbo Jones）

配音：Tress MacNeille→Pamela Hayden（美國）
康拉德·詹姆斯·金寶·瓊斯（Conrad James "Jimbo" Jones），在“The Telltale Head”首次亮相是春田市小學惡霸，穿紫色針織帽和黑色T恤。他是九年級的學生，18歲，經常掛了多爾夫、科爾尼，有時是尼爾森。在沒有尼爾森的情況下，他被公認為是惡霸的團伙的頭目。他喜歡恐嚇他的同學和入店行竊。他來自一個富裕的家庭，特別是第六季的“The PTA Disbands”的時候，他和他的母親在一個非常美好的生活環境一起看肥皂劇和喝茶。在第四季“New Kid on the Block”，他與勞拉·鮑爾斯約會，直到她離開他在莫的面前哭時，巴特做一場惡作劇，打電話給他，因為她認為他是不是男人不夠。在第七季的“巴特的芬克”，巴特發現金寶的真名是高爾基。他是光頭且周圍仍有頭髮。金寶已知別名還有詹姆士寶，J博士和赫克托·古鐵雷斯。金寶一名是從執行製片人詹姆斯·L·布魯克斯來的。 神保在第17季“See Homer Run”競選市長時的口號是“強悍的書呆子。更強悍的愚蠢者。”
- 約翰尼·泰德利浦斯（Johnny Tightlips）

配音：汉克·阿扎里亚（美國）
約翰“約翰尼·泰德利浦斯”瑟跋斯科（John "Johnny Tightlips" Cevasco），是黑手黨的成員，胖子托尼的聯營。他說得非常少，這免去了他身為“聲響器”的指責，但他的沉默往往無益，甚至自己。 在“The Twisted World of Marge Simpson”他試幫胖子托尼採取遠離她椒鹽脆餅旅行車的專營權，以減少玛琦的收益。在“Insane Clown Poppy”在肥胖托尼的豪宅發生槍戰，泰德利浦斯被槍殺。 當記者問他的傷，他說：“我不是在說廢柴！”，而當被問及什麼事告訴醫生，他說，“告訴他吸檸檬。”首次亮相是Insane Clown Poppy。
- 賈伯賈伯（Jub-Jub）

塞尔玛的寵物美洲鬣蜥，最初格拉迪斯阿姨擁有。第一次看到在“Selma's Choice”。格拉迪斯給杰奎琳·布維爾賈伯賈伯。後來把它送到塞爾瑪。塞爾瑪曾說賈伯賈伯會在她的死後要吃她的遺體。
- 法官康斯坦斯·哈姆（Judge Constance Harm）

配音：Jane Kaczmarek（美國）
是一個嚴酷又無情的法官。她喜歡在法庭上把罪犯送上在板凳上的小型斷頭台給予殘酷懲罰。也可能是變性，第一次亮相在“The Parent Rap”:“你讓我想起我還是一個小男孩時”，斯內克受驚地回复說“她說以前是個男的？”。在“On a Clear Day I Can't See My Sister”，她透露有丈夫。雖然法官斯奈德解決訴訟案件，法官哈姆主要下達消極判決，如判決家庭成員入獄。她還出現在“Brawl in the Family”、“Barting Over”、“The Wandering Juvie”、“Brake My Wife, Please”和“Chief of Hearts”。
- 法官斯奈德（Judge Snyder）

配音：哈里·希勒（美國）
是春田市所知寬鬆處決，非正派裁決的法官。
- 只是戳車票的人（"Just Stamp the Ticket" Man）

配音：哈里·希勒（美國）
曼弗雷德·托馬斯（Manfred Tomas），首先出現在“When Flanders Failed”時，他去雷夫特里厄姆商店停車驗證，因為這是唯一不需另購買的專賣店。內德·弗蘭德說他是“我們就說東，他就說西，但那男子毫不客氣地回應“只是來戳票。””
- J·羅蘭·普賴爾醫生（Dr. J. Loren Pryor）

配音：哈里·希勒（美國）
學校心理學家。他是基於早期的設計西摩·斯金纳，和第一次出現在“Bart the Genius”。
- 科爾尼·基茲威奇（Kearney Zzyzwicz）

配音：南希·卡特赖特（美國）
是春田市小學的惡霸。九年級的學生，有時髦的髮型及穿著撕裂的白色T恤，藍色短褲，並戴腕帶。雖然看起來和聽起來相像金寶和多爾夫的年齡，實際上年齡較大（“a latter-day”透露科爾尼是19歲，不過南希·卡特賴特說科爾尼是14歲）。他是唯一記得水門事件和1976年變人的春田市小學學生，在公車司機奧托的三年級生中擁有一輛汽車，經常刮鬍子，離婚後有監護權的孩子，有一般美國大選的投票權（儘管他可能是重罪犯），被送進監獄，並有納稅義務。
在“She of Little Faith”中科爾尼與金寶的母親卡羅爾約會。他在第一個教會的教會會議是“一個少年和一少年的家長”（暗示在“A Milhouse Divided”中兒子可能比他的外表大）。
科爾尼的姓氏在第18季的“24分鐘”出現在電腦文件。科爾尼可能是波蘭後裔。在“Bart Gets a 'Z'”，他可以看到坐在霸子教室的後排，表示科爾尼是一個小學四年級學生。他的父母都在監禁。
- 科克·范霍滕（Kirk Van Houten）

配音：汉克·阿扎里亚（美國）
科克·伊夫林·范霍滕（Kirk Evelyn Van Houten），他是米爾豪斯·范霍滕的父親，魯南·范霍滕的再婚丈夫。他戴著眼鏡就像他兒子和妻子。第一次出現在“Bart's Friend Falls in Love”，直到第8季的“"A Milhouse Divided”中科克被描述成一個中年男敗家子和遊手好閒的父親。他與妻子魯南離婚後，魯南得到米爾豪斯監護權的時候他們就離婚，但柯克擁有探視權。
- 雷格斯和路易（Legs and Louie）

配音：汉克·阿扎里亚→Karl Wiedergott（雷格斯）與丹·卡斯泰拉内塔（盧伊）（美國）
馬克斯·“雷格斯”·雷格曼（Max 'Legs' Legman），路易·“盧伊”·沃爾特斯（Louis 'Louie' Walters）是兩個無論何時會跟隨胖子托尼的春田市黑手黨職業殺手。雷格斯有暗金色短髮，聲音刺耳。盧伊有一點點的黑非洲血統和聲音高亢。盧伊說催淚瓦斯是他的弱點。丹·卡斯泰拉内塔在2011年因盧伊，荷馬·辛普森，巴尼和庫斯提出現的“Donnie Fatso”一集被提名艾美獎優秀配音獎。
- 利奧波德（Leopold）

配音：丹·卡斯泰拉内塔（美國）
利奧波德·約翰（Leopold John）是督學查莫斯的助手。他是又大又粗暴且咆哮的人，經常說話咬牙切齒，在辛普森一家少數人物有眉毛。
- 劉易斯（Lewis）

配音：南希·卡特赖特、Jo Ann Harris、Pamela Hayden、Tress MacNeille和Russi Taylor（不定）（美國）
劉易斯·傑克遜（Lewis Jackson），是一個非裔美國人，巴特的朋友和同學。他在片頭曲吹低音管。雖然很少登場，但劉易斯常出現在有關春田市小孩的場景，偶爾還會說話。他通常會與理查德。在“Das Bus”一集中巴特誤稱他“溫德爾”。當場糾正，巴特立即回答：“你只要告訴溫德爾，我就說再見”。
- 林賽·內格爾（Lindsey Naegle）

配音：Tress MacNeille（美國）
第一次出場在第八季"The Itchy & Scratchy & Poochie Show"。在那一集她沒有名字，只有稱為“一般女電視高管”。 她再次出現在"Girly Edition"，也是一般電視女高管（只有她的頭髮和臉，從她的第一次出場不同）。在"They Saved Lisa's Brain"，為春田門薩分會的成員才有“林賽·內格爾”的稱呼。
- 玲·布維爾（Ling Bouvier）

配音：南希·卡特赖特（美國）
塞爾瑪的養女。在第16季的Goo Goo Gai Pan，塞爾瑪有更年期，她永不履行作為一個母親的夢想。綁架克萊的孩子失敗後聽從麗莎的建議，來中國領養嬰兒。由於中國不允許未婚的人來領養孩子，塞爾瑪說服荷馬假裝他自己是她的丈夫。雖然她成功地得到北京收養機構的嬰兒，後來發現，她的婚姻荷馬是假冒靈被奪去的。荷馬綁架玲，但碰上收養機構的負責人和吳夫人。塞爾瑪懇求讓她繼續撫養，其中吳夫人同意。第24季的“The Changing of the Guardian”中，已是學齡前兒童，並有才華，能演奏樂器和畫畫。
- 洛伊絲·佩妮凱蒂（Lois Pennycandy）

配音：Lois Maxwell、Pamela Hayden（美國）
小丑庫斯提的行政助理。
- 婁（Lou）

配音：汉克·阿扎里亚（美國）
最聰明的春田市警察。婁是一名警長且春田警察局最能幹的。他是與維古姆警長的陪襯角色，長花費時間來指出維古姆的錯誤。婁怨恨維古姆，並知道他多無能。婁嫁給了一個叫艾米的女人。婁在“There's No Disgrace Like Home”被誤畫成黃膚色和他的其他第一季亮相。在“Bart vs. Thanksgiving”，埃迪與婁的配音是互相交換的。
- 魯南·范霍騰（Luann Van Houten）

配音：Maggie Roswell（美國）
米爾豪斯·范霍滕的母親。第八季"A Milhouse Divided"開始魯南是一個淫亂的單身母親。她第一次出現在“Homer Defined”。配有眼鏡，留藍頭髮與丈夫和兒子同居。她的母親是意大利人。
魯南嫁給柯克好幾年，生下一個兒子米爾豪斯，婚姻卻不幸福。在畫圖猜詞遊戲爭吵後就離婚，柯克展開艱難的單身生活。離婚後的幾季，魯南開始美國角鬥士火焰兵與約會，但目睹他最好的朋友角鬥士陀螺欺騙他。當阿普·納哈薩皮馬佩蒂隆還是單身漢，魯南是他的交往對象。在“Milhouse of Sand and Fog”中，魯南與迪斯科·斯圖交往過，且已與麥克阿利斯特船長發生關係，這集也是范霍滕家團聚的當日。
從那以後，他們經常一起出現（但在“Ice Cream of Margie (with the Light Blue Hair)”，看似柯克還是被甩掉時與米爾豪斯郊遊，除這集之外）。在“Little Orphan Millie”再婚。
- 盧修斯·斯威特（Lucius Sweet）

配音：保罗·温菲尔德（美國）
莫·希斯拉克的前拳擊經理和德瑞德里克·塔特姆的拳擊經理。他請求莫為他打敗重量級冠軍德瑞德里克·塔特姆。荷馬為他們做交易，三回合擊敗塔特姆。當荷馬戰鬥，他甚至無法使出上勾拳，莫被淘汰。後來他以客串角色出現，包括辛普森家庭大電影。在春田市牆的名人堂中。
- 路易吉·瑞蔻托（Luigi Risotto）

配音：汉克·阿扎里亚（美國）
春田市義式餐廳Luigi's的老闆。他對客人很有禮貌且尊重他們訂購意願，但對他廚師薩爾瓦多面前大聲辱罵且輕視他們，他們不知道從廚房傳來的。在“The Last of the Red Hat Mamas”中他不會說意大利語，唯一的意大利口音的英語。路易吉是非法移民，他競選市長時告訴市民們說“我會讓你們有良好的政府，你們一定會喜歡！”，動畫師表示是從比薩盒上Luigi廚師複製過來的。
- 拉曲蕾蒂·多麗絲（Lunchlady Doris）

配音：Doris Grau→Tress MacNeille（美國）
春田市小學的廚房老闆。在“Whacking Day”，多麗絲當過學校保健阿姨，但在“Round Springfield”，她變成正職員工。在“Team Homer”，是吱吱作響青少年的母親。
- 露琳·倫普金（Lurleen Lumpkin）

配音：Beverly D'Angelo（美國）
一個有抱負的鄉村歌手，由荷馬提拔。荷馬在荒郊野外一個鄉下人酒吧被她的聲音迷住。他決定幫她展開歌唱事業讓瑪琦的懊惱。

### M－O
- 馬文·門羅博士（Lurleen Lumpkin）

配音：哈里·希勒（美國）
是心理治療師，最早出現在第一季“There's No Disgrace Like Home”。荷馬典當家裡的電視機，以供門羅治好成健全的家庭的金費。失敗治療嘗試與辛普森的高潮電痙攣療法對方不休所造成停電，無法幫助辛普森，門羅退款一倍給辛普森，最後辛普森家買台新電視。
馬特·格勒寧說這角色源自於是他出生於瑪麗蓮·夢露在世的時代，這是他成為治療師的原因。 Monroe's voice is based on psychiatrist David Viscott's.“Radio Bart”一集中，門羅的著作《馬文·門羅博士的指南禮儀》作為巴特的生日禮物。
第七季已經引退門羅一角。因為傷到哈里·希勒的喉嚨，最終配音變得太惱人厭了。
- 門朱拉·納哈薩皮馬佩蒂隆（Manjula Nahasapeemapetilon）

配音：Jan Hooks（第九季至十四季）→Tress MacNeille（第十五季）→Maggie Roswell（第十六季後）（美國）
- 瑪莎·普林斯

- 瑪莎·昆比

- 馬丁·普林斯

- 老馬丁·普林斯

- 瑪麗·貝利

- 瑪莉·斯普克勒

- 莫德·弗兰德

- 奧爾布賴特女士

- 斯普林菲爾德小姐

- 蔻斯汀頓先生

- 泰寧先生

- 格里克女士(愛麗絲·格里克)

- 芒茨女士(瑪麗蓮·芒茨)

- 納哈薩皮馬佩蒂隆八胞胎

- 老理髮師(傑克)

- 老猶太男人

- 歐泊

### P－S
- 補丁和可憐紫羅蘭

- 蜘蛛豬普拉帕

- 普奇

- 喀什米爾公主

- 唐德玲格校長

- 拉比海曼·克斯托夫奇

- 瑞秋·喬丹

- 放射性人

- 雷尼爾·沃夫凱首

- 瑞奇·德克薩恩

- 理查德

- 羅德·弗蘭德

- 小羅傑·邁耶斯

- 路得·鮑維斯

- 山姆和拉里

- 桑傑·納哈薩皮馬佩蒂隆

- 莎拉·維古姆

- 斯科特·克里斯欽

- 船長

- 雪莉和特莉

- 雜耍家梅爾

- 吱吱少年(傑里米·弗里德曼)

- 斯譚彼

- 州審計長阿特金斯

- 警司爾莫斯

### T－Z
- 蒂娜芭蕾舞女演員

- 托德·弗蘭德

- 宇泰·索羅卡

- 溫迪和昆西·范德比爾特

- 鼬鼠

- 溫德爾·博爾頓

- 布魯斯和喬伊斯·溫菲爾德

- 聰明的傢伙(Wiseguy)

- 是的傢伙(弗蘭克·尼爾森·泰普)